# Johann von Werth
El conde Johann von Werth (Büttgen, hoy Kaarst, Renania del Norte-Westfalia, 1591-Benatek, actualmente Benátky nad Jizerou, Chequia, 12 de septiembre de 1652) fue un general de caballería en la guerra de los Treinta Años, en la que participó desde 1620 hasta 1648 en el bando español, luego bávaro y finalmente del Sacro Imperio Romano Germánico.
El 2 de julio de 1636 junto con Fernando de Austria, Tomás Francisco de Saboya-Carignano y Octavio Piccolomini iniciaron una ofensiva contra Francia. Tomando La Capelle el 8, Le Catelet el 25, Bray-sur-Somme, Cerisy el 4 de agosto y la fortificada Corbie el 15 del mismo mes. Retomada esta última por los franceses el 14 de noviembre, tienen que retirarse a los Países Bajos Españoles.